# 穆罕默德·阿里
穆罕默德·阿里（英語：Muhammad Ali，1942年1月17日—2016年6月3日），原名小卡修斯·马塞勒斯·克莱（英語：Cassius Marcellus Clay Jr.），美国男子拳击手。阿里以他的伟大拳击职业生涯和激进的政治主张而名满全球。1999年，他被体育画报杂志评为世纪最佳运动员。
阿里是重量级拳击选手当中的异类。他总是把双手垂在身体的两侧而不是像其他拳手那样把双手举起来保护脸部。取而代之的，他利用自己惊人的反应速度和臂展（83英寸）来使自己远离对手的攻击。
阿里是一名逊尼派穆斯林，而之后则有苏菲派的倾向。
在和帕金森氏症搏鬥32年後，阿里因為呼吸道疾病，住進亞利桑那州鳳凰城地區的醫院，于當地時間2016年6月3日過世。

## 生平
阿里，原名小卡修斯·馬塞勒斯·克萊，1942年1月17日生于肯塔基州路易斯维尔的路易斯維爾市立醫院。在他十二岁那年，他的自行车被偷了，他把这件事情报告给了地区警察（也是拳击教练）乔·马丁。马丁建议他学习拳击术。在马丁的指导下，克莱很快的打败了其他的少年拳手们。虽然克莱的學業成绩不好，在高中阶段就赢得了六副肯塔基州金手套的他还是得以从高中毕业。克莱后来就他為了逃避兵役於筆試故意做出智能不足的結果時说：“我说过我会是最伟大的，但并不是最聪明的。”
在举办于意大利罗马的1960年夏季奥林匹克运动会中，克莱夺得了轻量级比赛的金牌。后来因为一些种族问题，阿里卖掉了这块金牌。在这之后，他转入了职业拳赛并投入了传奇人物安吉洛·敦提（Angelo Dundee）门下。
由于总是作诗预测自己能在第几个回合击到对手获胜，他给自己赢得了一个绰号叫“路易斯维尔的大嘴巴”（“Luisiville Lip”）。他总是吵嚷得唱着“我是最棒的”和“我年轻，我英俊，我迅捷，没人能打败我。”（这是从职业摔跤选手乔治·瓦格纳（George Wagner）和歌手利特尔·理查德（Little Richard）那儿得来的灵感）。
1960年10月29日，克莱在路易斯维尔赢得了他职业生涯的第一場勝利。他在六局决胜的拳赛中击败了汤尼·亨塞克（他曾是西弗吉尼亚费伊特维尔的警察局长）。
从1960年到1963年之间，年轻的克莱在拳击场上的成绩达到了19胜0负，其中15次击倒对手获胜。他击败的对手包括了托尼·埃斯波蒂、吉姆·罗宾逊、東尼·弗里曼、杜克·萨貝东、阿伦佐·约翰逊、乔治·洛根、威利·贝斯曼诺夫和拉玛尔·克拉克（克拉克在被击败之前的四十场胜利都是击倒对手获胜）。特别是弗里曼，当时弗外号黑色轰炸机是重量级拳王，竟与新人阿里缠斗十回合后，被击倒在地爬不起，让阿里挑战成功成名，堪称颇惊彩的世纪之战，职业拳击赛事常在美国拉斯维加斯的凯萨宫举行，偶有电视转播赛事，职业拳赛现场观众可以先买注押胜负。

### 反戰及改信伊斯蘭教
在比赛之余，他因为其他原因变得出名：他公開改為信奉伊斯兰教，并把名字改为穆罕默德·阿里，虽然当时很少有新闻记者接受这个名字。1966年到1967年初是冠军战的繁忙时间。在这一年中他七次卫冕，从未有其他人能够做到。
同年，作为良心拒服兵役者和反战人士，他拒绝在越战期间加入美军服役，被判入狱五年，但最終并未服刑。这一判决在上诉三年后被美国最高法院一致同意推翻，但期間一度中止了他的拳擊生涯。对此有几句闻名的说辞“我没有理由反对越共”并且“越南人从来没有叫我黑鬼”，他扯下了冠军腰带并撕碎了拳击执照。阿里拒服兵役和皈依伊斯兰教的举动，使他成为这个时代最引人注目、最受争议的人物。当美国主流社会用怀疑的目光看待主張以激進暴力抗爭的民權組織伊斯兰国民大会领袖人物的时候，阿里在游行中与他们站在一起，使他也成为洩怒和猜忌的靶子。
阿里的宗教观点也随着时间改变。他改信伊斯蘭教，开始学习《古兰经》，并于1975年成為逊尼派。

### 退休生活
2006年4月11日，娱乐授权公司CKX宣布，以5,000万美元现金买下了阿里80%的姓名肖像权。 （页面存档备份，存于）

## 纪念
美国肯塔基州路易斯维尔市为纪念已故的家乡英雄穆罕默德.阿里，2019年1月17日宣布把当地的路易斯维尔国际机场易名为路易斯维尔穆罕默德阿里国际机场，同年6月6日正式以他的名字命名机场。

## 书籍
他寫了幾本關於他的職業生涯的暢銷書，包括最偉大的：我自己的故事和蝴蝶的靈魂。 以阿里命名的穆罕默德·阿里效應是 1980 年代在心理學中使用的一個術語，正如他在《最偉大的：我自己的故事》中所說：“我只說我是最偉大的，而不是最聰明的。”根據這種效應，當人們被要求與他人相比，對自己的智力和道德行為進行評分時，人們會認為自己更有道德，但不會比其他人更聰明。
- Sting Like a Bee, by Jose Torres (with significant contributions from Bert Randolph Sugar and Norman Mailer). ISBN 0-07-139588-1
- King Of The World, by David Remnick — An account of Ali's rise to greatness, focusing on the two fights with Sonny Liston
- Soul of a Butterfly:  Reflections on Life's Journey"，穆罕默德·阿里及Hana Yasmeen Ali（英语：Hana Yasmeen Ali）合著，2004年 ISBN 0-7432-5569-0
- Muhammad Ali: His Life and Times", by Thomas Hauser with the co-operation of 穆罕默德·阿里. 1991.  ISBN 0-671-77971-0

## 电影
- 《勝者為王之拳王阿里（英语：The Greatest (1977 film)）》  （页面存档备份，存于）：1977年電影，由穆罕默德·阿里飾演自己
- 《威爾史密斯之叱吒風雲》：2001年電影，由威爾·史密斯飾演
- When We Were Kings
- I Am the Greatest: The Adventures of Muhammad Ali
- 《邁阿密的一夜》：2020年電影，由埃利·格里（英语：Eli Goree）飾演

## 纪录片
《一代拳王》（When We Were Kings）记载了1974年穆罕默德·阿里和乔治·福尔曼在前扎伊尔首都金沙萨进行的着名的“丛林之战”，该片还获得了第69届奥斯卡最佳纪录长片。從纪录片中可得知，阿里的常胜在於战术运用成功，先几场阿里以充沛体力，俗称蝴蝶飞战术，繞着敌方偶而出拳，即测试对方实力，得知对方能耐后，后半场就展开猛烈攻击，拳如雨下，痛宰对方致胜。

## 音乐
- Black Superman - Muhammed Ali